# Relacions entre Cap Verd i la República Popular de la Xina
Les relacions entre Cap Verd i la Xina es refereix a les relacions actuals i històriques entre la República Popular de la Xina i Cap Verd. Els dos estats van establir relacions bilaterals a l'abril de 1976, poc després que Cap Verd va obtenir la independència de l'Imperi Portuguès. Cap Verd és un adherent ala política d'una sola Xina. Xina va mantenir relacions amb Cap Verd al llarg de la dècada de 1970 fins a mitjans dels anys 1990 principalment per evitar que la República de la Xina (Taiwan) obtingués el reconeixement internacional de Cap Verd mitjançant la diplomàcia de xequera. No obstant això, a mitjans de la dècada de 1990, el nombre de capitalistes xinesos van començar a invertir a l'illa i les relacions créixer durant la dècada de 2000 a conseqüència d'això.

## Desenvolupament econòmic
Des del primera conferència del Fòrum per a la Cooperació entre Xina i Àfrica el 2000, el govern xinès ha lliurat 63,5 milions $ en finançament al desenvolupament. Aquests projectes inclouen 4,4 milions $ per a la construcció de la presa de Poilão a Santa Cruz, 22 milions $ per construir un estadi esportiu a Monte Vaca, i 2,3 $ milions en perdó del deute.
Durant 2010 el Fòrum per a la Cooperació Econòmica i Comercial entre Xina i els països de parla de la portuguesa a Macau, Wen Jiabao va anunciar la creació d'un fons d' 10.000 milions $ destinat a impulsar el comerç entre Xina i els països de parla portuguesa.